# Sophie Piccard
Pour les articles homonymes, voir Piccard.
Sophie Piccard, née le 27 septembre 1904 à Saint-Pétersbourg et morte le 6 janvier 1990 à Neuchâtel, est une mathématicienne suisse.

## Biographie
Sophie Piccard est vaudoise du côté paternel et huguenote du côté maternel. Son père, Eugène-Ferdinand Piccard, était professeur de géographie physique et de météorologie à l’Université de Smolensk. Sa mère, Eulalie Piccard, y enseignait le français au lycée.
Durant la révolution bolchevique de 1917, sa sœur et son frère meurent.
Elle soutient en 1925 une thèse de doctorat sur le thème de « L'attraction universelle envisagée comme problème de mécanique et physique ». La même année, Sophie et ses parents émigrent en Suisse où ses diplômes russes ne sont pas reconnus. Elle reprend ses études à l'Université de Lausanne en obtenant une licence en mathématiques en 1927 et un doctorat ès sciences mathématiques en 1929 sous la supervision de Dmitry Mirimanoff.
Ses recherches portent sur la théorie des ensembles, la théorie des groupes, l'algèbre linéaire, et l'histoire des mathématiques.
En 1936, elle enseigne à temps partiel à l'Université de Neuchâtel comme assistante de Rudolf Gaberel. Gaberel meurt en 1938 et elle est nommée professeur extraordinaire de géométrie supérieure. Elle fonde le centre de mathématiques pures en 1940,. En 1944, elle est nommée professeur ordinaire de géométrie supérieure et de statistique mathématique à Neuchâtel,,, première femme à recevoir le titre de professeur ordinaire en Suisse,,.
En 1959, Sophie Piccard et Gertrud Woker, professeures d'université toutes les deux, figurent parmi les signataires de « l'interdiction des armes atomiques », initiative populaire du Mouvement contre l’armement atomique (MCAA) qui recueille 73 000 signatures.

## Recherches
Sophie Piccard a participé à de nombreux colloques internationaux. À deux reprises, en 1932 et 1936, elle est invitée à présenter ses travaux au Congrès international des mathématiciens. En 1939 elle publie le livre Sur les ensembles de distances des ensembles de points d'un espace euclidien (Mémoires de L’Université de Neuchâtel 13, Paris, France: Libraire Gauthier-Villars et Cie., 1939),. Cette étude traite de l'ensemble de distances qu'une série de points peut déterminer dans un espace euclidien. Dans cette œuvre, Sophie Piccard analyse les règles de Golomb. Elle publie un théorème qui postule que si une paire de règles de Golomb possède le même ensemble de distances alors elles sont congruentes l'une avec l'autre. Ce théorème ne s'applique pas à certains ensembles de six points, mais il est prouvé dans tous les autres cas,,.